# Zona metropolitana de Córdoba
La zona metropolitana de Córdoba es el área metropolitana formada por la ciudad mexicana de Córdoba, su municipio homónimo, y tres municipios más del estado de Veracruz de Ignacio de la Llave. De acuerdo a los resultados del Censo de Población y Vivienda 2020 realizado por el INEGI, la Zona Metropolitana de Córdoba contó hasta ese año con 336,310 habitantes, lo que la convirtió en la cuadragésima segunda más poblada de México, y en la séptima más poblada del estado de Veracruz de Ignacio de la Llave.

## Municipios integrantes
- Amatlán de los Reyes.
- Córdoba.
- Fortín.
- Yanga.
- Cuitláhuac.

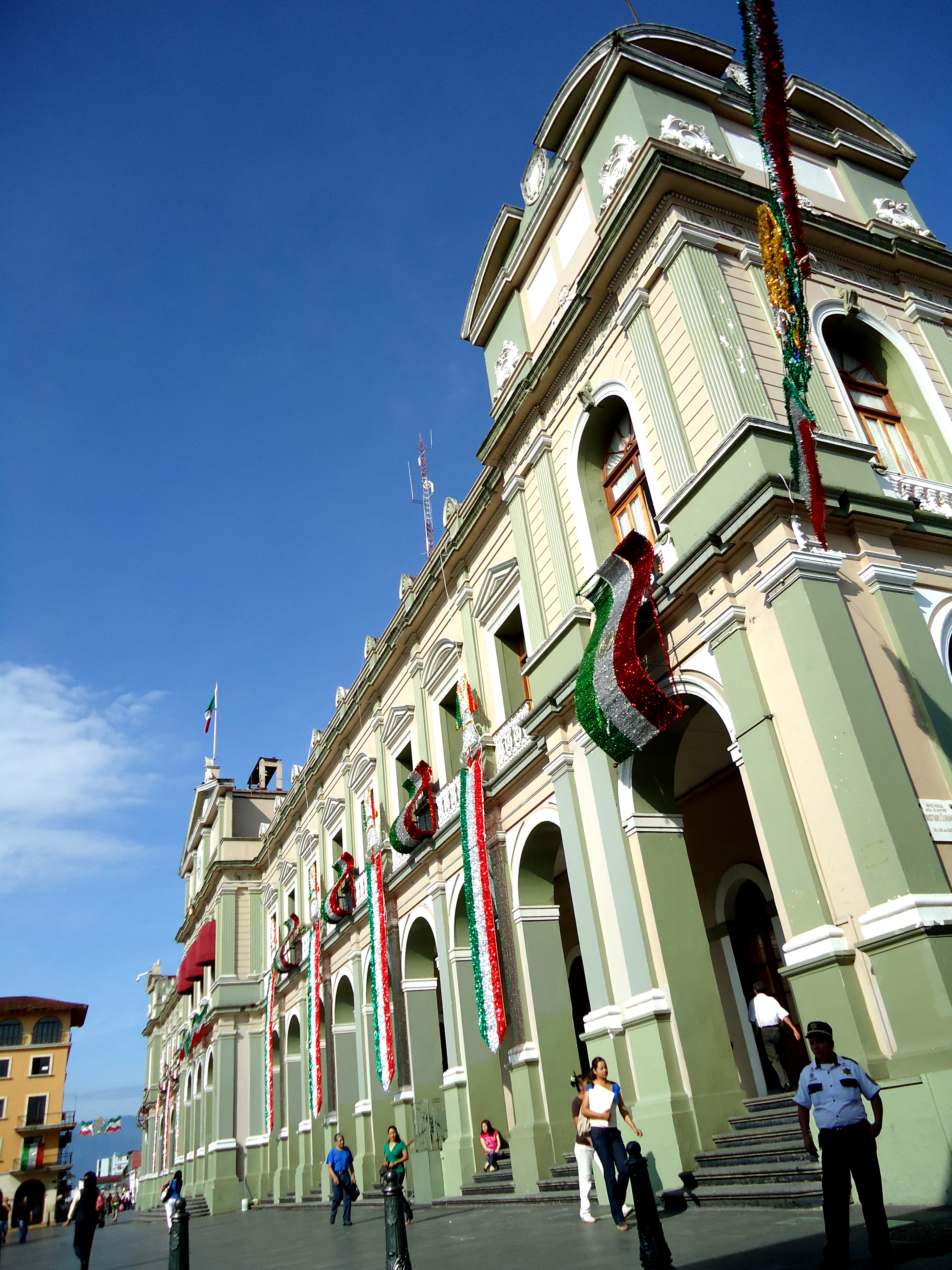
Palacio Municipal de Córdoba.
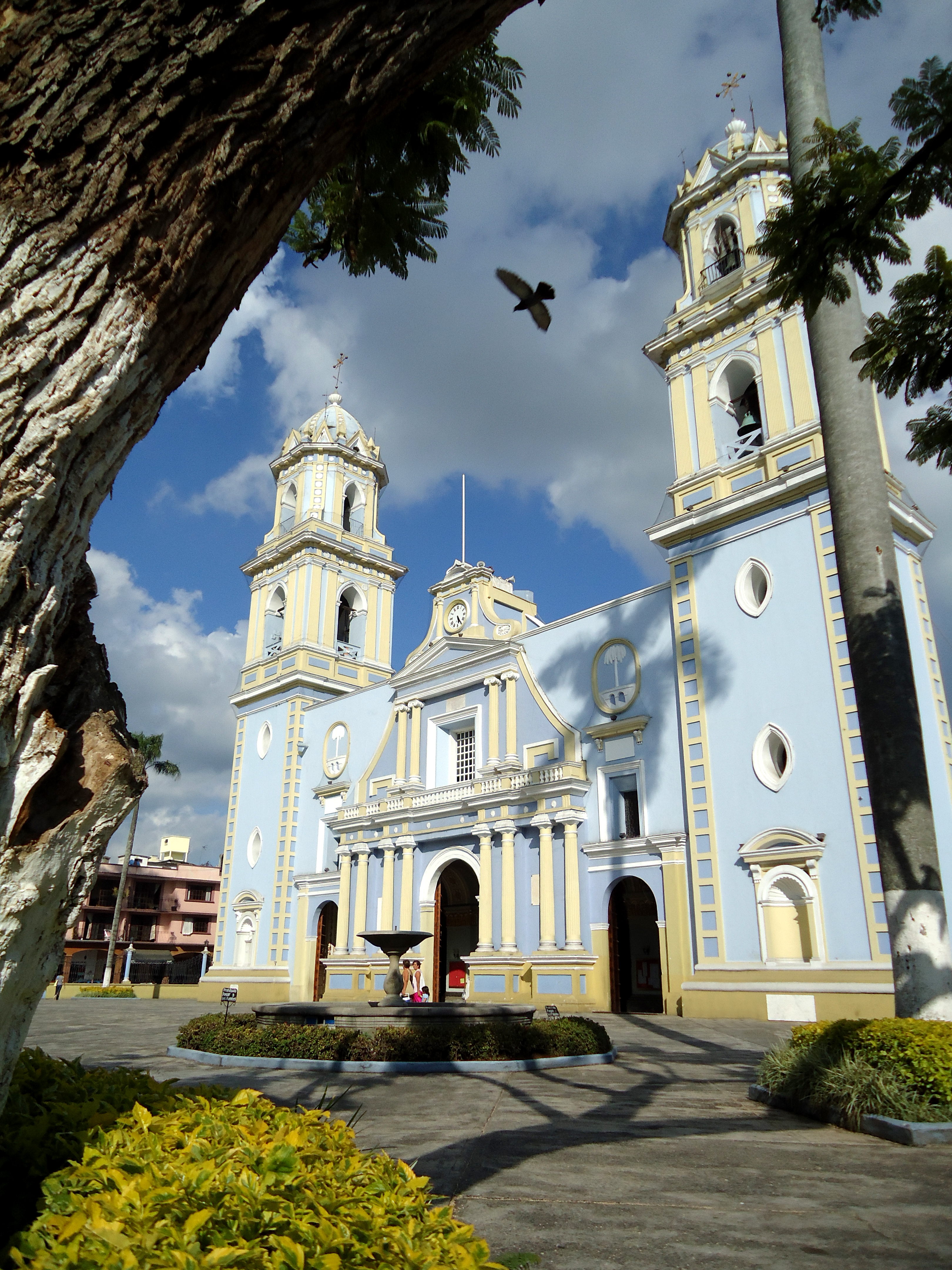
Catedral de Córdoba.
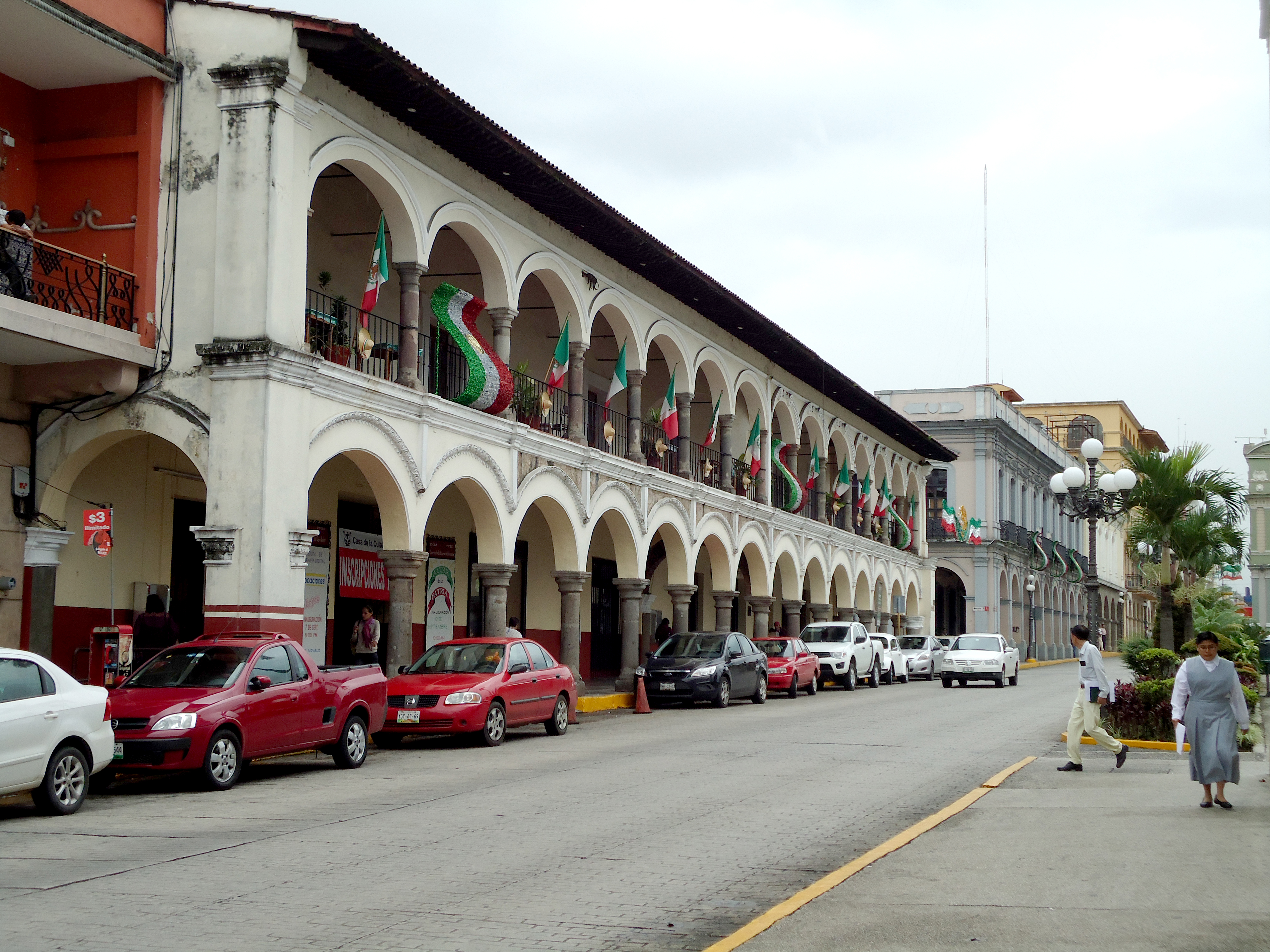
Portal de la Gloria en Córdoba.
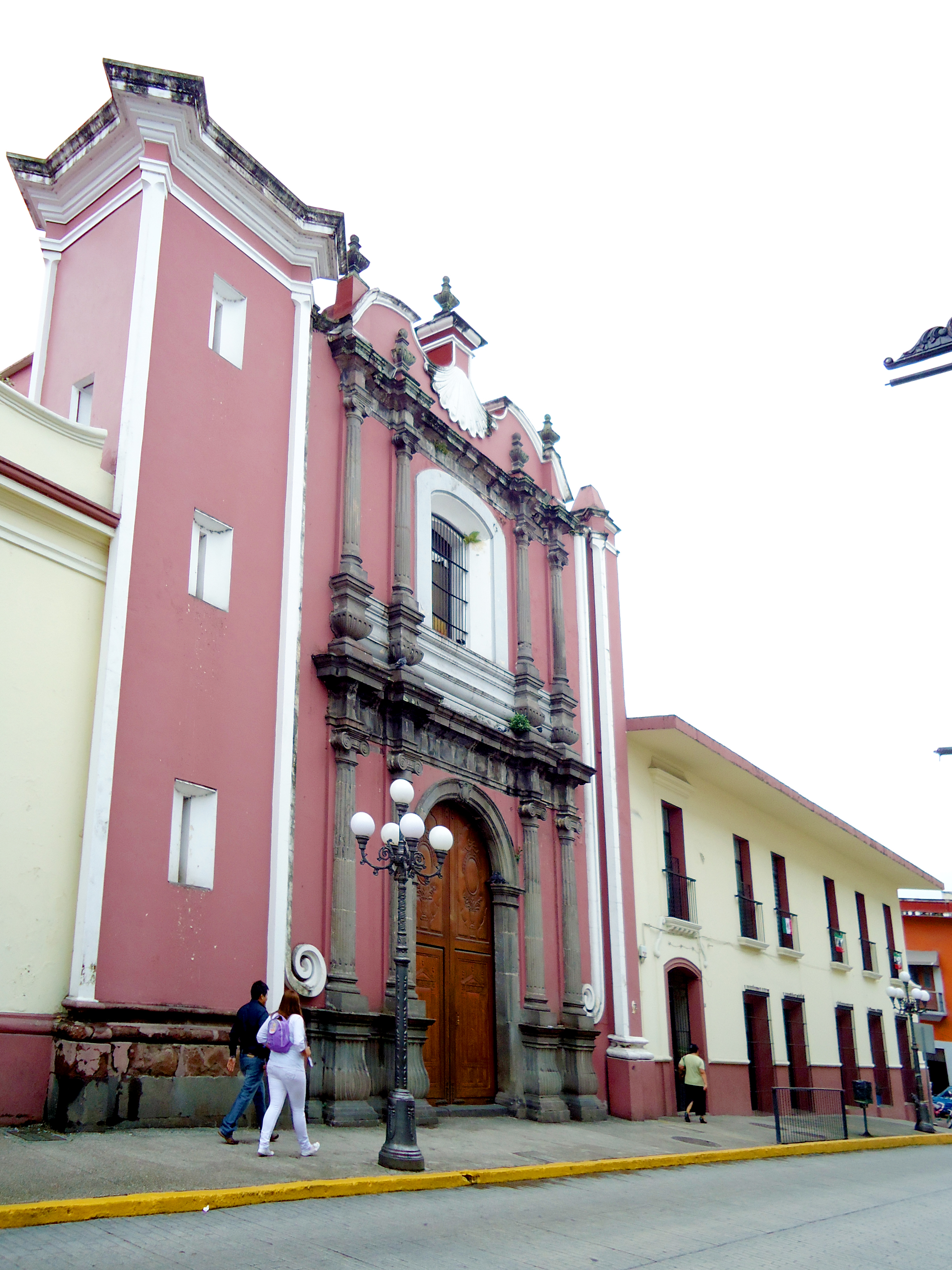
Capilla de Santa Rosa de Lima en Córdoba.
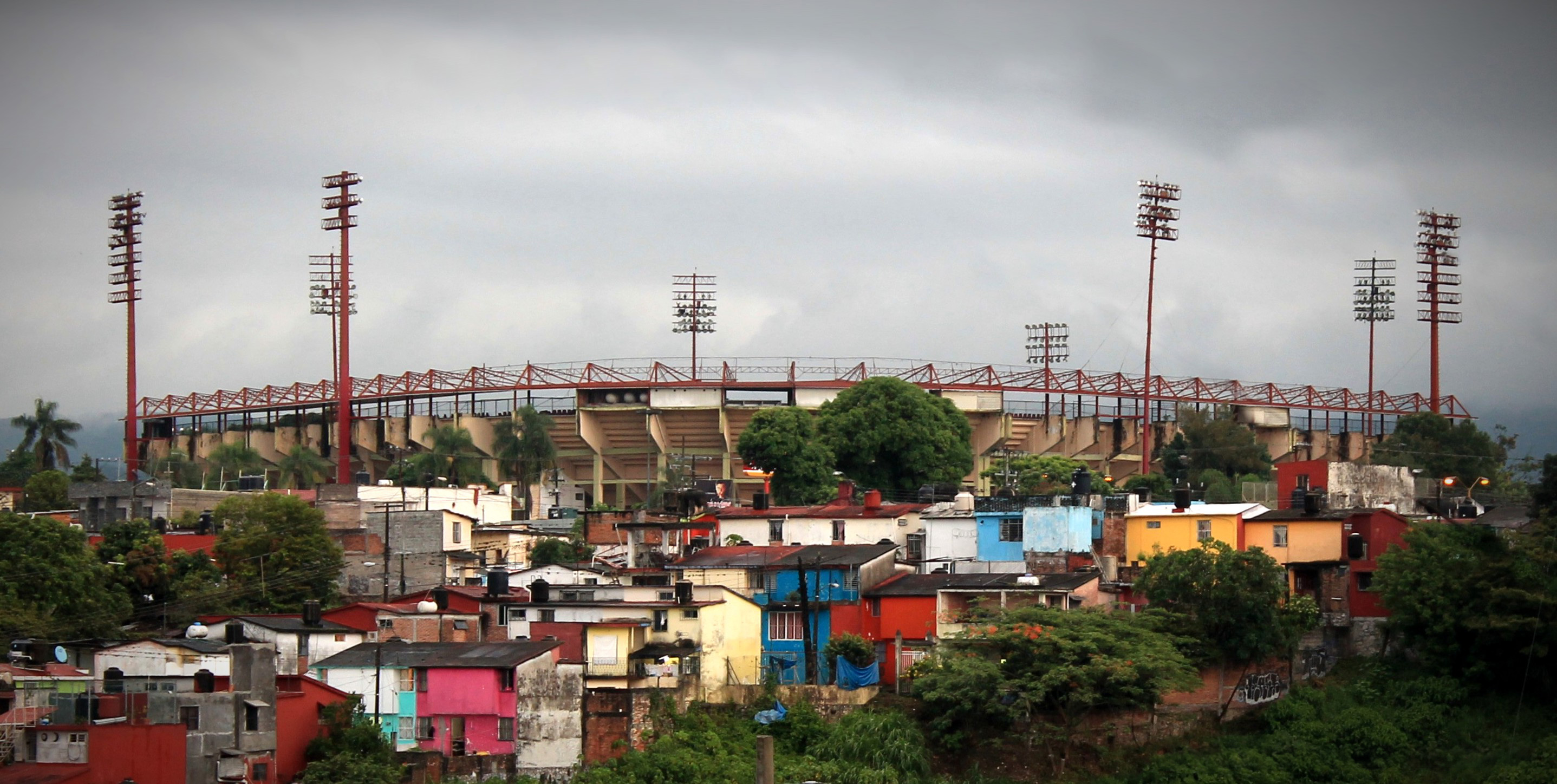
Estadio "Beisborama" en Córdoba.
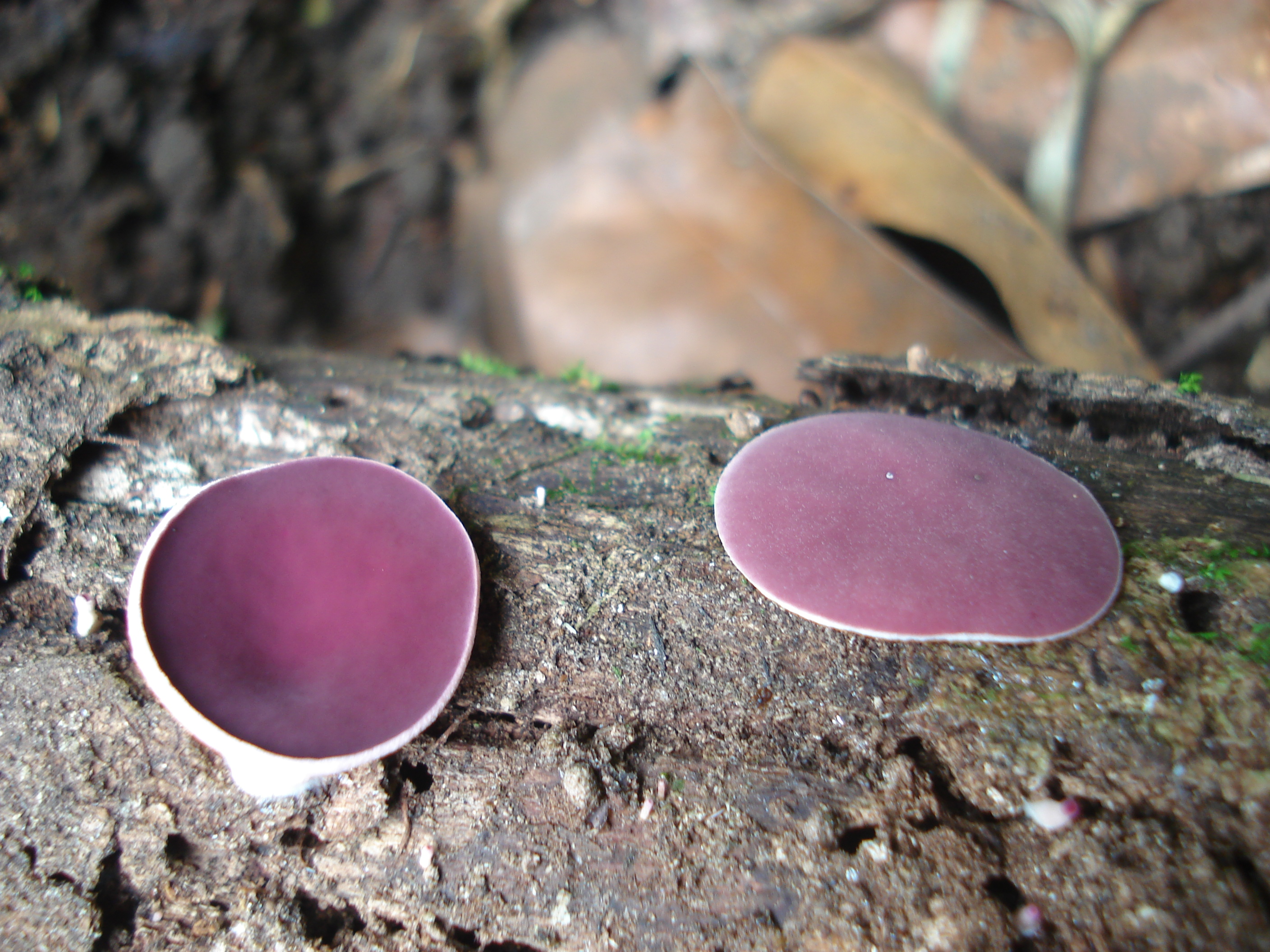
Fauna en Amatlán de los Reyes.
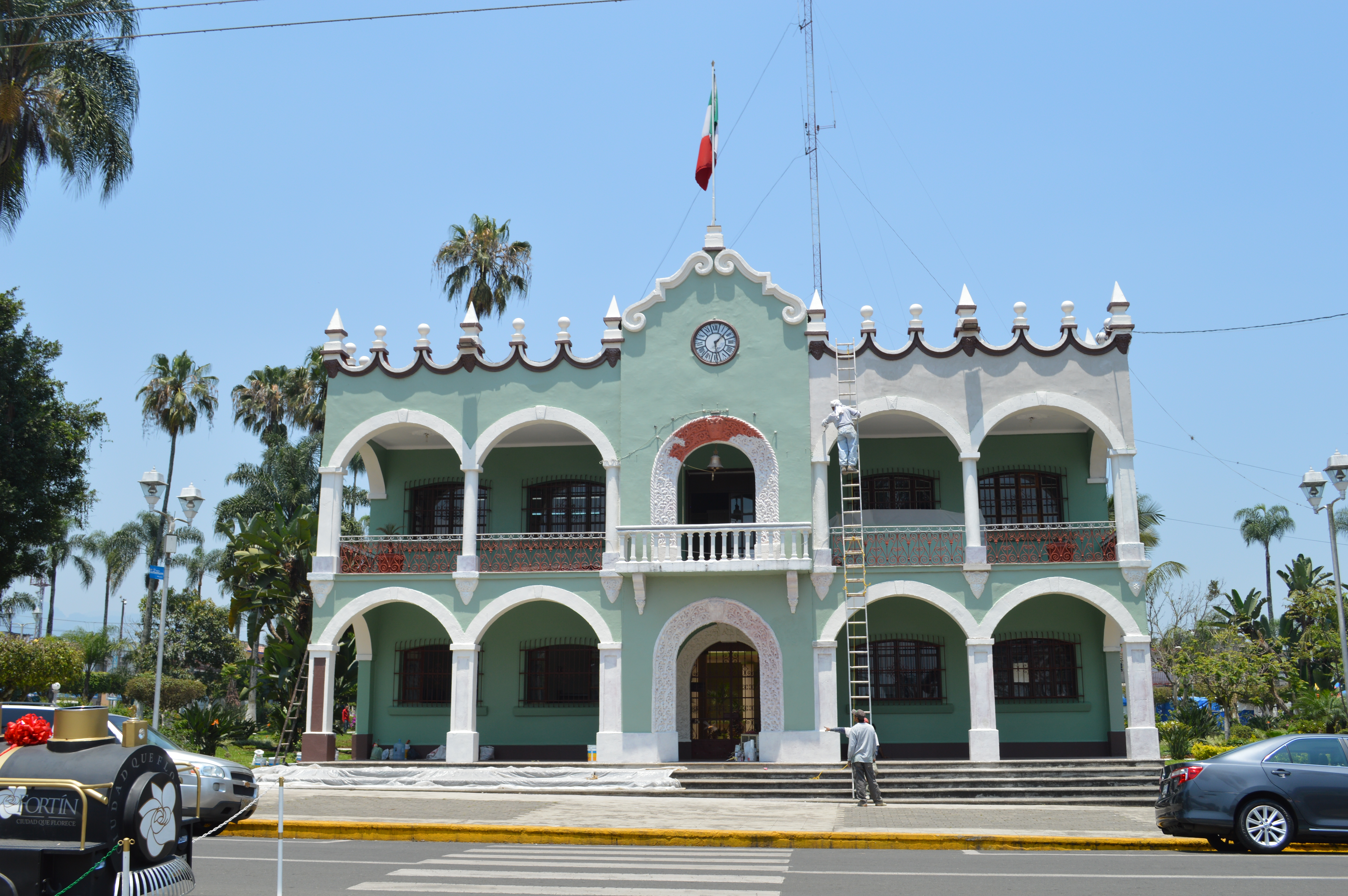
Palacio Municipal de Fortín.
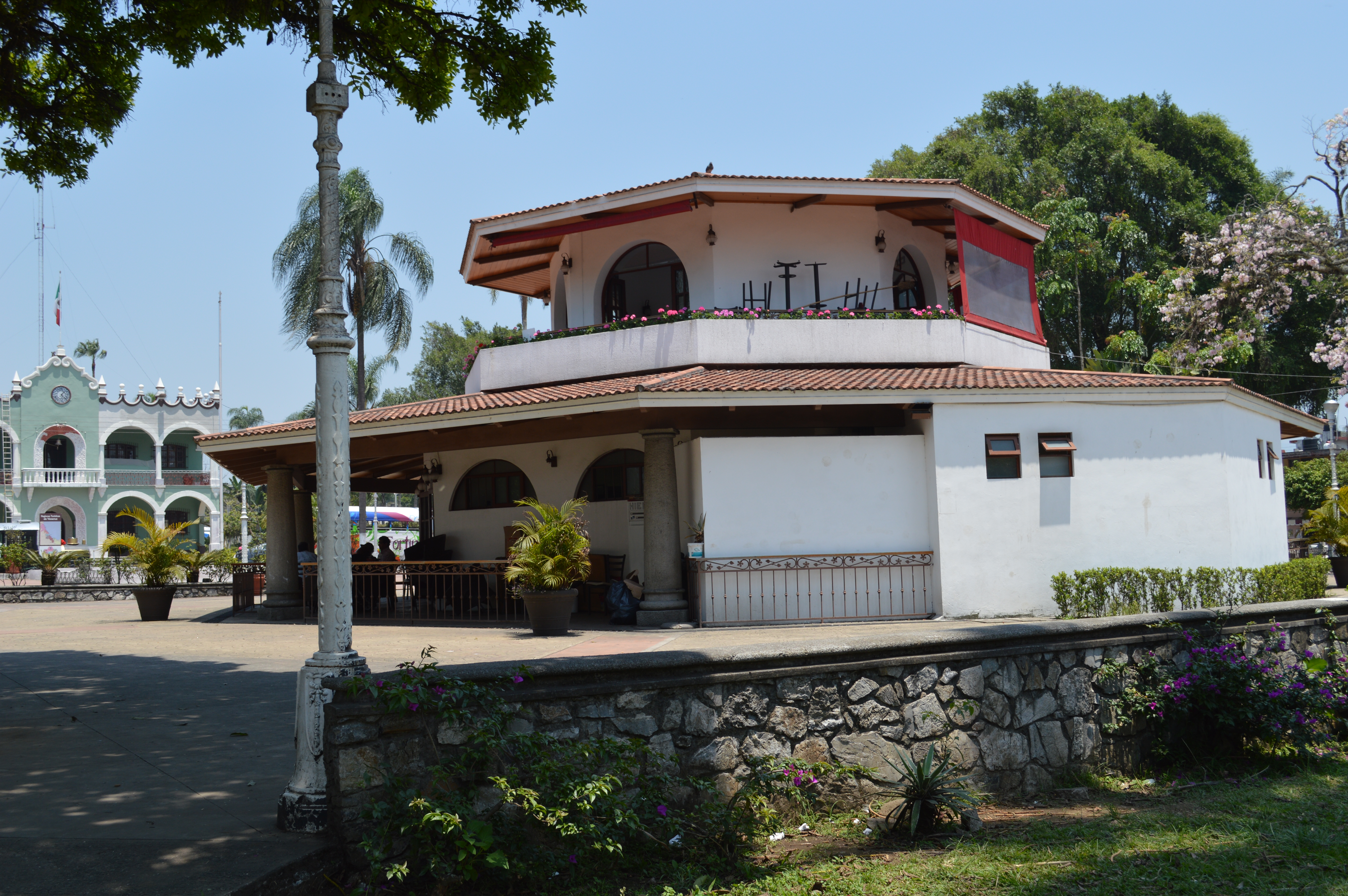
Plaza principal de Fortín.
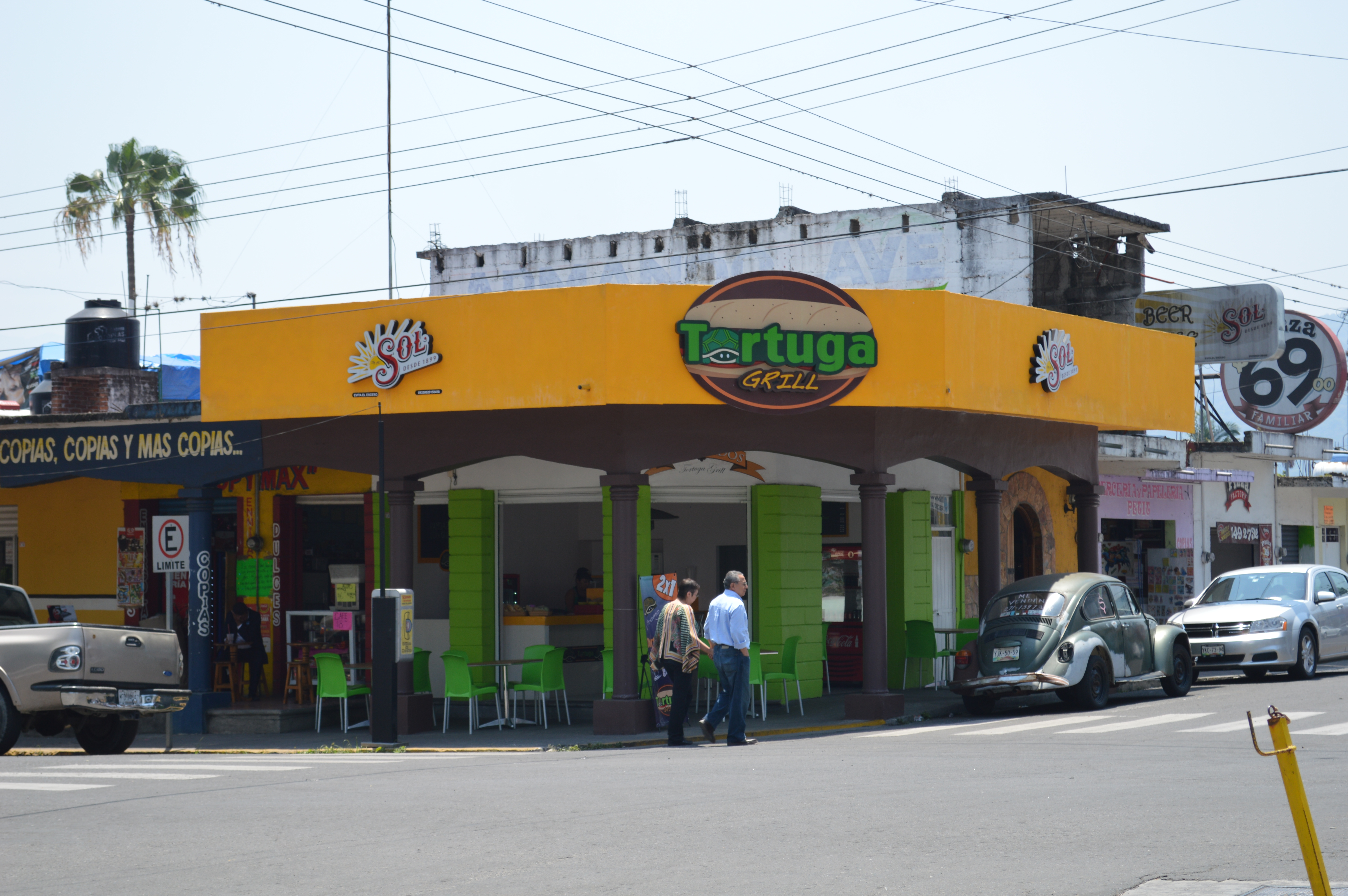
Calles de Fortín.
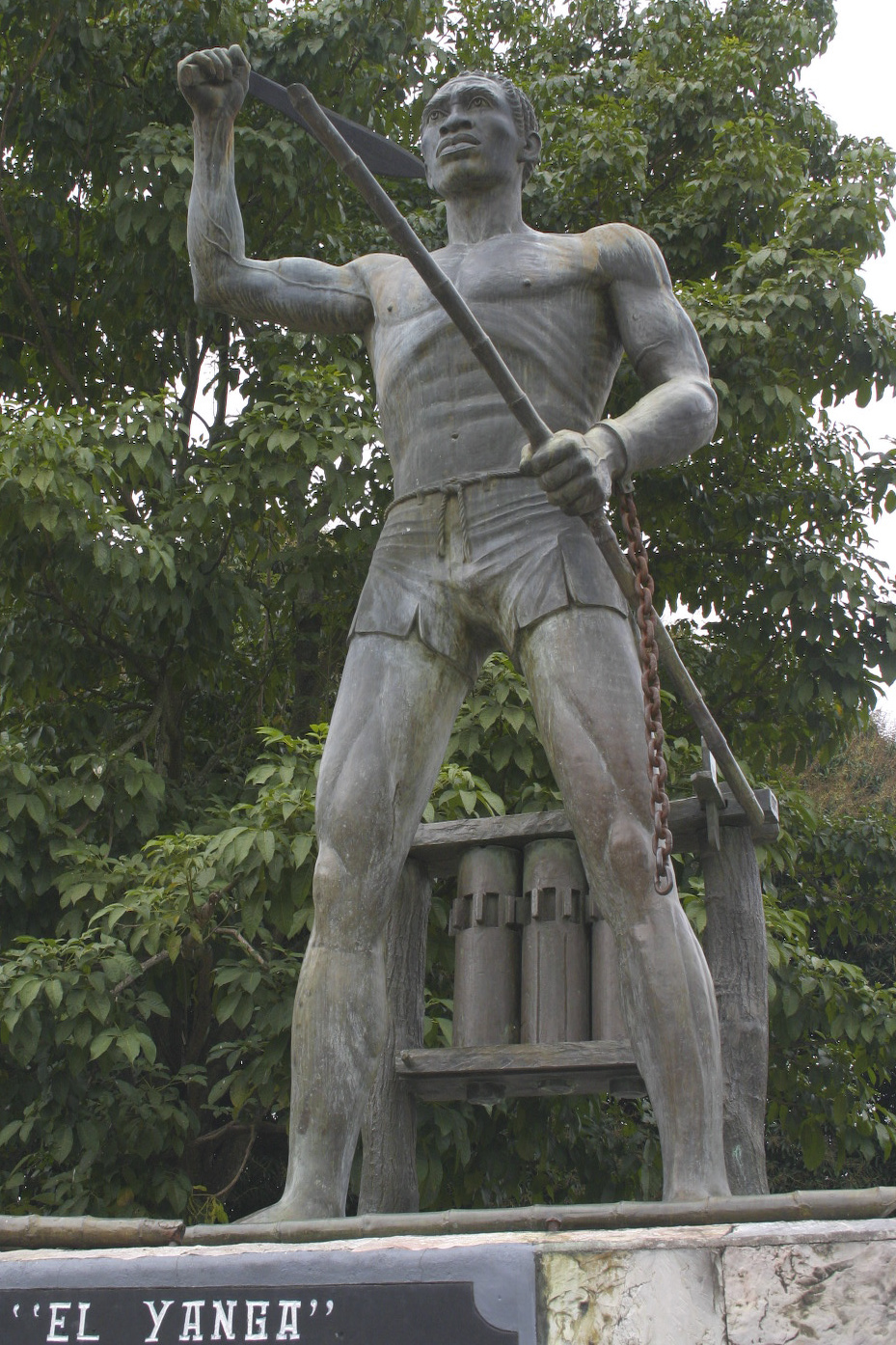
Estatua de Gaspar Yanga en Yanga.